# Río Yanamayo
Der Río Yanamayo ist ein 23 km (einschließlich Quellflüssen: 66 km) langer linker Nebenfluss des Río Marañón, linker Quellfluss des Amazonas, in Peru. Der Río Yanamayo fließt im Osten der Verwaltungsregion Ancash entlang der Grenze zwischen den Provinzen Mariscal Luzuriaga im Norden und Carlos Fermín Fitzcarrald im Süden.

## Flusslauf
Der Río Yanamayo entwässert den Osthang der Cordillera Blanca, ein vergletscherter Gebirgskamm der peruanischen Westkordillere. Eine der höchsten Erhebungen im Westen des Einzugsgebietes ist der Hualcán mit 6122 m. Der Yanamayo entsteht 10 km südsüdöstlich der Provinzhauptstadt Piscobamba auf einer Höhe von etwa 2350 m am Zusammenfluss von Río Pacosbamba (links) und Río Yurma-Llacma (rechts). Letzterer bildet zusammen mit Río Chacapata, Río Acochaca und Río San Luis den hydrologischen Hauptstrang des Flusssystems. Der Río Yanamayo fließt in überwiegend ostnordöstlicher Richtung durch das Bergland. Auf den letzten fünf Kilometern wendet er sich in Richtung Nordnordost und mündet schließlich in den Río Marañón.

## Einzugsgebiet
Der Río Yanamayo entwässert ein Areal von etwa 2350 km². Das Einzugsgebiet erstreckt sich über Teile der Provinzen Mariscal Luzuriaga,
Pomabamba, Carlos Fermín Fitzcarrald, Asunción und Yungay. Im Süden grenzt das Einzugsgebiet an das des Río Puchca, im Norden an das des Río Rupac.

## Sonstiges
Bei Flusskilometer 21 wird der Río Yanamayo von der Fußgänger-Hängebrücke Puente Inca Pucayaku überspannt. Es gibt Planungen für ein Wasserkraftwerk am Río Yanamayo, das eine Leistung von 160 MW haben soll.